# Frontenis

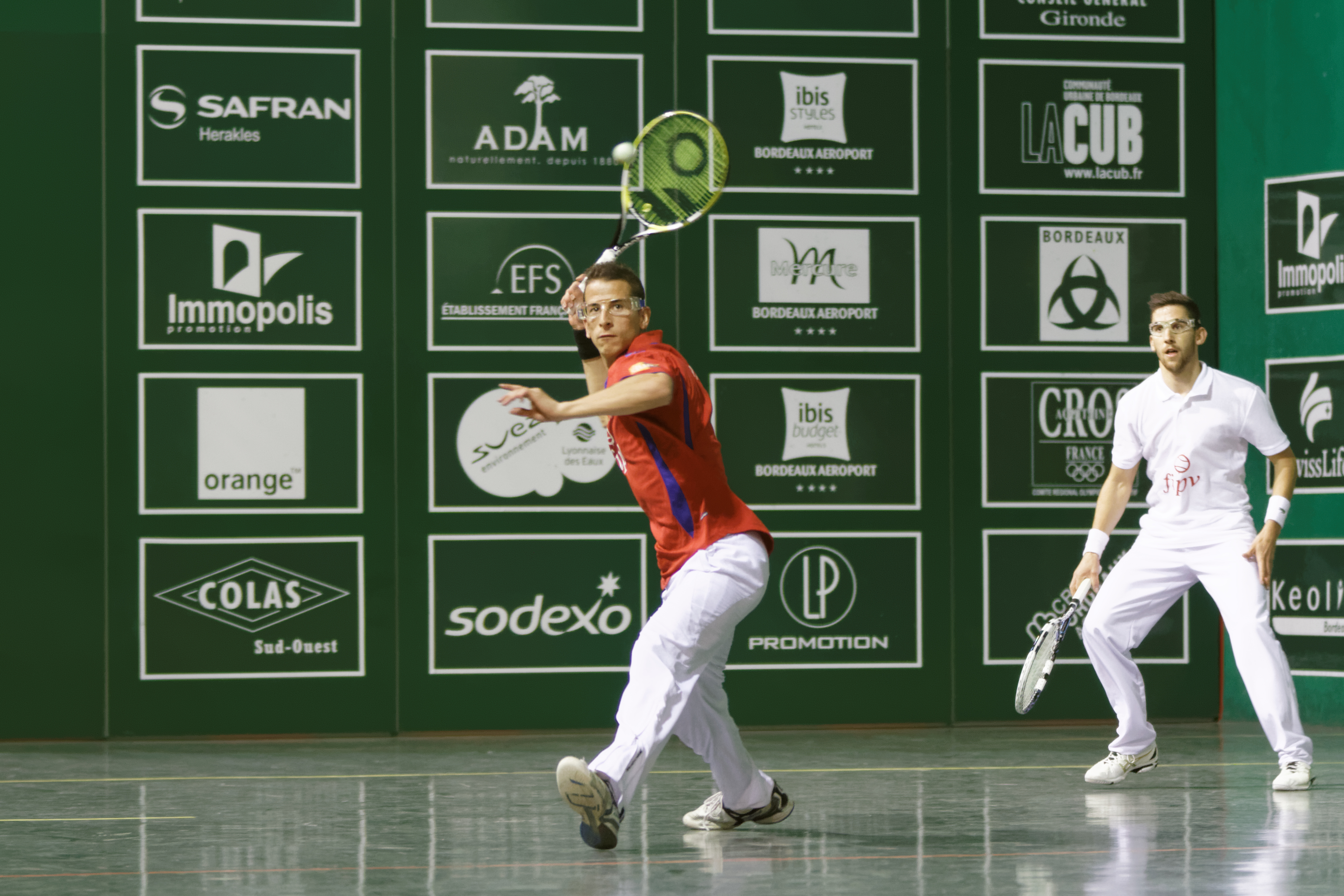
Giocatori di frontenis in azione

Il frontenis è una specialità sferistica di palla basca.

## Regolamento
Il regolamento del frontenis fu ideato nel 1916 in Messico evolvendosi nel tempo: il regolamento definito olimpico è quello principale e la variante di regolamento definito preolimpico è poco praticata. Le forme di gioco dei professionisti sono due: individuale e doppio. Il campo in sferisterio è costituito da uno spazio rettangolare, lungo 30 m e largo 9,1 m, delimitato da un muro frontale, alto 9,85 m, che si estende lateralmente a sinistra e posteriormente ai giocatori. Gli atleti con la racchetta devono lanciare energicamente la palla verso il muro frontale affinché il rimbalzo sia incontrollabile dagli avversari. Racchette e palle differiscono poco da quelle di tennis. La vittoria si consegue totalizzando 25 punti nel singolo e 30 nel doppio: nella specialità del doppio si adotta anche la regola alternativa del tempo ossia chi entro un'ora realizza più punti vince la partita.